# Governor Andy
Bo Anders Siösteen alias Governor Andy, född 1 december 1962 i Västerås, är en svensk reggaeprofil, toastare och festarrangör.
Governor Andy inledde sin karriär som reggaemusiker i bandet Fri Fart 1979. Han sjöng sedan med en rad band innan han 1991 flyttade till Stockholm, där han varit med och startat reggaeklubbarna Trinity Sound, Slingshot Sound och Club Studio One. Han debuterade som soloartist 1997 med singeln "Internet". Debutalbumet skulle dock dröja till 2002, då Torra benens dal släpptes. Han har sedan dess släppt ytterligare 5 album, med låtar som till exempel "Reggaeprofil", tillsammans med Jr Eric.
Han har även medverkat på en rad album av andra musiker, bland annat med Petter och Kalle Baah. Loreen medverkar i låten "Lyckliga gatan" på albumet Underhållningsmaskinen (2007).

## Diskografi
Album
- 2002 – Torra benens dal
- 2006 – Som Salomos sång
- 2007 – Underhållningsmaskinen
- 2009 – Glömda hjältars ballad
- 2011 – Dagen då Dollarn dog
- 2014 – Steget
- 2015 – Farozonen
- 2017 – Tack ska ni ha